# Adela i Celsa Speratti
Adela Speratti (1865-1902) i Celsa Speratti (1868-1938) van ser dues germanes educadores paraguaianes que van ser instrumentals en el desenvolupament del sistema educatiu del país. Ambdues es van capacitar com a mestres a Argentina abans de tornar a Paraguai i establir la primera escola normal a Asunción.

## Infància i estudis
Adela Speratti va néixer el 1865 en Barrero Grande, actual Eusebio Ayala, situat en el Departament de la Cordillera (Paraguai), a l'inici de la Guerra de la Triple Aliança, quan la població paraguaiana s'estava submergint en la major contenda bèl·lica en terra sud-americana. Celsa Speratti, menor que Adela, va néixer a Luque, tres anys després, el 1868.
Temps després es trobaven residint en Concepció del Uruguai, que en aquella època es tractava d'un important centre cultural del país. Raúl Amaral ha exhumat alguns testimoniatges sobre l'Escola Normal d'aquesta ciutat, establiment fundat el 1873 i convertit el 1876 en Escola Normal de Mestres. Adela, acabat el seu curs bàsic, va ser incorporada com a mestra el 1886 i tres anys més tard la seva germana Celsa va fer el mateix. Aquest aprenentatge va ser possible gràcies a les beques atorgades pel govern argentí.
El 1890, el govern del Paraguai va requerir l'ajuda d'aquestes dos prestigioses educadores, encomanant-les la instrucció pública femenina del país, seguint la senda de les educadores Asunción Escalada i Rosa Peña de González. Adela Speratti va ser la primera directora de l'Escola Normal de Professores del Paraguai.
L'aportació de les germanes Speratti a la instrucció pública paraguaiana va ser molt important. Malgrat la precarietat de mitjans, van donar oportunitat a un gran nombre de joves tant camperoles com de la capital, d'instruir-se, per bolcar després els seus coneixements a les milers de nenes analfabetes que existien al país destruït per la guerra.
Adela va morir inesperadament el 8 de novembre de 1902, als 36 o 37 anys, en plena realització del seu programa educatiu. Celsa Speratti va morir ja gran, a Asunción el 1938 a l'edat de 69 o 70 anys.

## Llegat
L'escola normal d'Asunción va ser rebatejada en honor d'Adela i es va erigir un bust en el seu record al pati, i el 1960, La Escuela Básica Nº 6722 de la seva ciutat natal, ara coneguda com a Eusebio Ayala, també va rebre el seu nom. El govern va emetre un bitllet en la denominació de 2.000 ₲ (dos mil guaraní paraguaians) que presenta les dues germanes com a just reconeixement a la seua trajectoria, encara que existeix un debat respecte a si qui apareix al bitllet és Celsa Speratti o en realitat és tracta de Concepción Silva d'Airaldi, ja que la imatge del bitllet no s'assembla a cap imatge coneguda de la germana menor. Celsa Speratti també té una placa recordatoria i una Escola Bàsica que porta el seu nom a Asunción.
El govern del Paraguay atorga un premi annual a l'excel·lència en educació, el premi Adela Speratti i Ramón Indalecio Cardozo, en honor de la dedicació d'Adela i Cardozo a millorar l'educació al país.